# Гребень (Житковичский район)
Гребень (бел. Грэбень) — деревня в Рудненском сельсовете Житковичского района Гомельской области Беларуси.
На западе Житковичский ботанический заказник республиканского значения.

## География

### Расположение
В 10 км на юго-восток от районного центра и железнодорожной станции Житковичи (на линии Лунинец — Калинковичи), 223 км от Гомеля.

## Гидрография
На севере сеть мелиоративных каналов.

## Транспортная сеть
Автомобильная дорога Житковичи — Петриков. Планировка состоит из криволинейной улицы, ориентированной с юго-востока на северо-запад, к которой присоединяются 3 переулка. Застройка двусторонняя, деревянная, усадебного типа.

## История
Согласно письменным источникам известна с XIX века как деревня в Житковичской волости Мозырского уезда Минской губернии. В 1879 году упоминается как селение Житковичского церковного прихода. В 1917 году действовала школа. В 1930 году организован колхоз «Коминтерн», работала кузница. Во время Великой Отечественной войны 47 жителей погибли на фронте. Согласно переписи 1959 года в составе совхоза «Житковичи» (центр — посёлок Гребенёвский). С 2009 года вместе с хозяйством перешла в состав КСУП «Коленское» (Центр — агрогородок Кольно).
Действуют 9-летняя школа, (Директор И.А. Салей) клуб, (Заведующая Л.И Воронович) магазин. (Заведующая Т.А. Казачук).
ПОЧЁТНЫЕ ЖИТЕЛИ
Н.А. Морозова — заслуженный работник образования.
А.В. Мороз — заслуженный работник образования, экс директор школы, Ветеран В.О.В
Л.О Ковалёва — Военврач в отставке, ветеран В.О.В

## Население

### Численность
- 2004 год — 90 хозяйств, 168 жителей.

### Динамика
- 1897 год — 31 двор, 188 жителей (согласно переписи).
- 1908 год — 43 двора, 269 жителей.
- 1917 год — 300 жителей.
- 1921 год — 57 дворов, 314 жителей.
- 1925 год — 71 двор.
- 1959 год — 456 жителей (согласно переписи).
- 2004 год — 90 хозяйств, 168 жителей.